# Zelena karta (film)
Zelena karta (angleško Green Card) je koprodukcijski romantično komični film iz leta 1990, ki ga je režiral, produciral in zanj napisal scenarij Peter Weir, v glavnih vlogah pa nastopata Gérard Depardieu in Andie MacDowell. Zgodba prikazuje Američanko Brontë (MacDowell), ki se poroči s Francozom Georgesom (Depardieu), da si ta lahko zagotovi zeleno karto in s tem ostane v ZDA. Film je posnet v koprodukciji ZDA, Avstralije in Francije.
Film je bil premierno prikazan 25. decembra 1990 v ameriških kinematografih, 31. januarja 1991 v avstralskih in 20. februarja v francoskih. Dosegel je zmeren finančni uspeh in solidne ocene kritikov. Osvojil je zlata globusa za najboljši glasbeni ali komični film in najboljšega igralca v glasbenem ali komičnem filmu (Depardieu), nominiran je bil tudi še najboljšo igralko v glasbenem ali komičnem filmu (MacDowell). Za najboljši izvirni scenarij je bil Weir nominiran za oskarja ter nagradi BAFTA in ceha ameriških scenaristov.

## Vloge
- Gérard Depardieu kot Georges Fauré
- Andie MacDowell kot Brontë Parrish
- Bebe Neuwirth kot Lauren Adler
- Gregg Edelman kot Phil
- Robert Prosky kot Brontin odvetnik
- Lois Smith kot Brontina mati
- Ann Dowd kot Peggy
- Larry Wright as on sam
- Ethan Phillips kot Gorsky